# A Different Ship
A Different Ship — третий студийный альбом американской инди-рок-группы Here We Go Magic, выпущенный Secretly Canadian 8 мая 2012 года. Как и на первых двух альбомах группы (Here We Go Magic и Pigeons), Люк Темпл исполнил двойную роль — вокалиста и автора песен. Группа также впервые работала с продюсером Найджелом Годричем (Radiohead, Pavement).

## Отзывы
| Совокупная оценка    | Совокупная оценка |
| Источник             | Оценка            |
| -------------------- | ----------------- |
| Metacritic           | 78/100            |
| Оценки критиков      |                   |
| Источник             | Оценка            |
| AllMusic             | [ 1 ]             |
| The A.V. Club        | C                 |
| Beats Per Minute     | 65%               |
| Consequence of Sound | C+                |
| Drowned in Sound     | 8/10              |
| Filter               | 83%               |
| Paste                | 8.1/10            |
| Pitchfork Media      | 6.3/10            |
| PopMatters           | [ 11 ]            |
| Slant Magazine       | [ 12 ]            |
| Under the Radar      | [ 13 ]            |

Альбом получил положительные отзывы музыкальных критиков и интернет-изданий. На сайте Metacritic, который присваивает средневзвешенную оценку из 100 баллов рецензиям основных изданий, этот релиз получил средний балл 78, основанный на 29 рецензиях.
Нед Раггетт из AllMusic отметил, что «Люк Темпл и компания продолжают свой путь с третьим альбомом группы, но Here We Go Magic не вполне оправдывают своё название, выходя за рамки привычных, но в конечном итоге не слишком вдохновляющих приёмов. Не то чтобы участники группы не старались — не раз они почти предлагали вдохновенный сплав ранних Beta Band и Hail to the Thief эпохи Radiohead, хотя и более прямолинейно рок-инклюзивный, чем оба. Но когда голос Темпла по ходу дела приобретает все более явные черты Тома Йорка — в частности, песня „Alone But Moving“ является практически неприкрытой данью уважения, — то иногда грань между вдохновением и данью уважения стирается. Альбом начинается многообещающе: после немного угрюмой мутности в короткой композиции, уместно и описательно названной „Intro“, слышать, как они переходят к настроению, которое звучит, как Ник Дрейк, становясь тихо фанковым — мягкий эхо-вокал, подпрыгивающий бас и устойчивая пульсирующая энергия в ритмах — это удовольствие. Here We Go Magic движутся между более полной гиперактивностью в этом ключе от таких песен, как „Make Up Your Mind“ и „I Believe in Action“, к более лёгким грувам „Alone But Moving“, но слишком часто они не делают с этим ничего особенного. В песне „How Do I Know“ достигнут один из лучших балансов между двумя сторонами группы: драйв и энергия, и в то же время немного тоски, даже если голос Темпла стал немного более резким. Между тем, „Over the Ocean“ не является кавером Low, но это могло бы быть забавным поворотом или, по крайней мере, более отчётливым».

## Список композиций
| №   | Название              | Длительность |
| --- | --------------------- | ------------ |
| 1.  | «Intro»               | 0:51         |
| 2.  | «Hard to Be Close»    | 3:47         |
| 3.  | «Make Up Your Mind»   | 4:06         |
| 4.  | «Alone But Moving»    | 3:57         |
| 5.  | «I Believe in Action» | 4:39         |
| 6.  | «Over the Ocean»      | 4:26         |
| 7.  | «Made to Be Old»      | 4:06         |
| 8.  | «How Do I Know»       | 4:30         |
| 9.  | «Miracle of Mary»     | 3:51         |
| 10. | «A Different Ship»    | 8:15         |